# كويتشي أوينو
كويتشي أوينو (باليابانية: 上野 剛一) (مواليد 24 سبتمبر 1982)، هو لاعب كرة قدم كان يلعب كلاعب وسط.